# دختری با خالکوبی اژدها (فیلم ۲۰۱۱)
دختری با خالکوبی اژدها (به انگلیسی: The Girl with the Dragon Tattoo) فیلمی انگلیسی‌زبان به کارگردانی دیوید فینچر در ژانر دلهره‌آور روان‌شناختی و معمایی محصول سال ۲۰۱۱ است که براساس رمانی با همین نام در سال ۲۰۰۵ و به قلم استیگ لارسن ساخته شده‌است.
این فیلم به نویسندگی استیون زایلیان و کارگردانی دیوید فینچر بود که از هنرپیشگان اصلی آن می‌توان به دنیل کریگ، در نقش میکائیل بلومکویست، و رونی مارا، در نقش لیسبت سالاندر اشاره کرد. دختری با خالکوبی اژدها در هشتاد و چهارمین دوره مراسم اسکار نامزد پنج جایزه، به انضمام رونی مارا کاندیدای جایزه اسکار بهترین بازیگر نقش اول زن شد و از آن میان جایزه بهترین تدوین را از آن خود کرد.
نخستین نمایش فیلم در تاریخ در ۱۲ دسامبر ۲۰۱۱ و در اودئون میدان لستر بود و سپس در ۲۱ دسامبر ۲۰۱۱ در ایالات متحده اکران شد. فیلم با واکنش‌های بسیار خوبی از سوی منتقدان همراه بود، که عملکرد تیم بازیگری به خصوص کریگ و مارا و همچنین لحن غم‌انگیز فیلم مورد تحسین قرار گرفت. دختری با خالکوبی اژدها ۲۴۰ میلیون دلار در سراسر جهان فروش کرد در حالی که ۹۰ میلیون دلار بودجه ساخت آن بوده‌است.

## داستان
در استکهلم ، روزنامه‌نگاری به نام میکائیل بلومکویست در حال خلاصی از پیامدهای قانونی و حرفه‌ای یک دعوی افترا است که شرکت‌داری به نام هانس اریک ونرستروم علیه او مطرح کرده است. هنریک ونگر ثروتمند در ازای یک کار غیرمعمول، شواهدی را علیه ونرستروم به بلومکویست ارائه می‌دهد: انجام تحقیقات دربارهٔ ناپدید شدن ۴۰ ساله و قتل احتمالی نوهٔ برادر هنریک، هریت ۱۶ ساله.
هر سال، ونگر یک گل فشرده قاب‌شده دریافت می‌کند، از همان نوعی که هریت همیشه در روز تولدش به او می‌داد. ونگر معتقد است قاتل او را دست انداخته است. بلومکویست به کلبه‌ای در املاک خانوادهٔ ونگر در جزیره هدستاد نقل مکان و تحقیقات خود را آغاز می‌کند.
لیسبت سالاندر یک مامور تحقیق و هکر غیراجتماعی است که قیم دولتی-منصوب‌شدهٔ او، نیلز بیورمن، با او دشمنی می‌کند. بیورمن امور مالی سالاندر را کنترل می‌کند و با تهدید به آسایشگاه فرستادنش از او توجه جنسیِ به زور می‌خواهد. در یک دیدار، بیورمن سالاندر را به تختخواب خود زنجیر و به طرز وحشیانه‌ای از طریق مقعد به او تجاوز می‌کند، غافل از اینکه عمل او ضبط شده است. در ملاقات بعدی، سالاندر بیورمن را تِیزِر می‌زند، او را می‌بندد، با دیلدوی فولادی به او تجاوز می‌کند و بر روی سینه‌اش «من یک خوک متجاوزِ جنسی هستم» را خالکوبی می‌کند. سالاندر با استفاده از ضبطی که انجام داده، او را تهدید می‌کند تا مجبور به دادن استقلال مالی به سالاندر و قطع ارتباطش با او بشود.
بلومکویست جزیره را کاوش و با بستگان ونگر مصاحبه می‌کند، اکثر آنها نازی و از هواداران نازیها در طول جنگ جهانی دوم بودند. او فهرستی از اسامی و اعدادی را کشف می‌کند که به آیات کتاب مقدس اشاره می‌کنند و سالاندر را به عنوان دستیار تحقیقات خود استخدام می‌کند. سالاندر ارتباطی بین لیست و زنان جوانی کشف می‌کند که از سال ۱۹۴۷ تا ۱۹۶۷ به طرز وحشیانه‌ای به قتل رسیده‌اند، این ارتباط نشان‌دهندهٔ وجود یک قاتل زنجیره‌ای است. بسیاری از قربانیان نام‌های یهودی دارند، سالاندر به این نظریه می‌رسد که انگیزهٔ این قتل‌ها می‌تواند یهودستیزی بوده باشد. یک روز صبح، بلومکویست جسد مثله‌شدهٔ گربهٔ خود را در آستانهٔ در پیدا می‌کند. شبی دیگر، گلوله‌ای به پیشانی او زخم می‌اندازد؛ پس از اینکه سالاندر زخمهایش را درمان می‌کند، با هم می‌خوابند. آن دو متوجه می‌شوند که پدر درگذشتهٔ هریت، گوتفرید، و بعداً مارتین، برادرش، این قتلها را انجام داده‌اند.
بلومکویست در حالی که به دنبال شواهد بیشتر بود، توسط مارتین گیر می‌افتد، با گاز بیهوش می‌شود و در زیرزمینی که مخصوصاً آماده شده بود، مهار می‌شود. مارتین به چندین دهه کشتن و تجاوز به زنان (مانند پدرش)، می‌نازد اما اعتراف می‌کند که نمی‌داند چه اتفاقی برای هریت افتاده است. در حالی که مارتین آمادهٔ کشتن بلومکویست می‌شود، سالاندر از راه می‌رسد، مارتین را زخمی و او را مجبور به فرار می‌کند. مارتین که توسط سالاندر با موتورسیکلتش تعقیب می‌شود، کنترل خودرو را از دست می‌دهد، پس از خروج از جاده به مخزن پروپان برخورد می‌کند که ماشین را منفجر می‌کند و او را می‌کشد. سالاندر در حالی که از بلومکویست برای بازگشت به سلامتی پرستاری می‌کند، فاش می‌کند که پس از تلاش برای سوزاندن پدرش در کودکی، او را به آسایشگاه فرستاده‌اند.
آنها درمی‌یابند که هریت زنده و مخفی شده است. در سفر به لندن، او را پیدا می‌کنند. هریت فاش می‌کند که در ۱۴ سالگی‌اش گوتفرید برای یک سال تمام قبل از اینکه او بتواند از خود دفاع کند، مورد تجاوز قرارش داده و در این فرآیند هریت او را از طریق غرق کردن، کشته است. مارتین پس از مشاهده قتل، به آزار جنسی هریت پس از مرگ گوتفرید ادامه داد. دختر عموی او، آنیتا، به صورت قاچاق از جزیره خارجش کرد و به هریت اجازه داد در لندن تظاهر به هویت او کند، اگرچه آنیتا و شوهرش بعداً در یک تصادف رانندگی کشته شدند. سرانجام هریت که از دست برادرش آزاد شده، به سوئد بازگشت و با هنریک گریان دوباره به هم رسیدند.
هنریک اطلاعات وعده داده شده علیه ونرستروم را به بلومکویست می‌دهد، اما معلوم می‌شود که قدیمی هستند و قانون مرور زمان آنان تمام شده است. سالاندر فاش می‌کند که حساب‌های ونرستروم را هک کرده و متوجه شده است که او برای سندیکاهای تبهکار مختلف پولشویی می‌کند. او شواهدی از جنایات ونرستروم را به بلومکویست می‌دهد و بلومکویست در سرمقاله‌ای تند منتشرشان می‌کند. این رویداد، ونرستروم را خراب می‌کند و بلومکویست را به شهرت ملی می‌رساند. سالاندر با لباس مبدل به سوئیس سفر می‌کند و دو میلیارد یورو از حسابهای مخفی ونرستروم برمی‌دارد. ونرستروم بعداً در یک تیراندازی آشکارا مافیایی به قتل می‌رسد.
سالاندر، در راه رفتن برای دادن کادوی کریسمس به بلومکویست، او و معشوقش (اریکا برگر) را می‌بیند که با هم مهربان هستند. هدیه را دور می‌اندازد و سوار ببر موتورسیکلتش دور می‌شود. 